# Gnamptogenys relicta
Gnamptogenys relicta é uma espécie de formiga do gênero Gnamptogenys.